# Kingdom Hospital
Kingdom Hospital è una miniserie televisiva statunitense, creata da Stephen King e liberamente ispirata alla miniserie televisiva danese The Kingdom - Il Regno di Lars von Trier.

## Trama
Al Kingdom Hospital il personale lavora tranquillamente ignorando che l'ospedale è infestato da presenze sovrannaturali.

## Episodi
| Stagione       | Episodi | Prima TV originale | Prima TV Italia |
| -------------- | ------- | ------------------ | --------------- |
| Prima stagione | 15      | 2004               | 2006            |